# Thaísa Menezes
Thaísa Daher de Menezes Pallesi (sinh ngày 15 tháng 5 năm 1987 tại Rio de Janeiro) hoặc đơn giản được biết đến là Thaísa Menezes hoặc Thaísa, là một cầu thủ bóng chuyền chuyên nghiệp đến từ Brazil.

## Sự nghiệp
Menezes là một phần của đội bóng chuyền Brazil đã giành huy chương vàng tại Thế vận hội mùa hè 2008.
Menezes giành huy chương bạc khi chơi cho đội Sollys Osasco tại Giải vô địch FIVB World Club 2010. Cô cũng giành được giải thưởng Spiker xuất sắc nhất.
Tại giải Pan-American Cup 2011, Menezes được trao giải thưởng Blocker tốt nhất, và cũng giành được huy chương vàng khi chơi cho đội tuyển quốc gia của mình.
Menezes là một phần của đội tuyển quốc gia giành huy chương vàng tại Pan American Games 2011 được tổ chức tại Guadalajara, Mexico.
Trong giải FIVB World Grand Prix 2012, Menezes đã giành huy chương bạc khi chơi với đội tuyển quốc gia của mình và giải thưởng Cá nhân giỏi nhất.
Menezes là một phần của đội tuyển quốc gia giành huy chương vàng tại Thế vận hội Olympic 2012 được tổ chức tại London, Vương quốc Anh.
Khi chơi cho đội Sollys Nestlé Osasco, Menezes giành huy chương vàng và giải thưởng Spiker xuất sắc nhất trong Giải vô địch thế giới FIVB 2012 được tổ chức tại Doha, Qatar.
Menezes đã giành huy chương bạc trong giải câu lạc bộ vô địch thế giới FIVB 2014, khi cô chơi cho đội Molico Osasco, khi đội của cô thua 0-3 trước Dinamo Kazan của Nga trong trận đấu vô địch. Cô được vinh danh là một trong những Blocker xuất sắc nhất của giải vô địch.
Menezes chơi cho đội tuyển quốc gia của mình, giành huy chương đồng tại giải vô địch thế giới 2014  khi đội của cô đánh bại Ý với tỷ số 3-2 trong trận đấu giành huy chương đồng.

## Đời thường
Menezes có nguồn gốc một phần từ Lebanon. Cô thường được trích dẫn trong truyền thông xã hội như là một trong những vận động viên bóng chuyền nữ quyến rũ nhất.

## Câu lạc bộ
- Minas Tênis Clube (2002–2005)
- Rio de Janeiro Vôlei Clube (2005–2008)
- Osasco Voleibol Clube (2008–2016)
- Eczacıbaşı VitrA (2016–present)
- Hinode Barueri (2017-Present*loan status)